# Govern mundial
El govern mundial és la unió de tots els pobles de la Terra sota un únic poder polític o govern unificat. El concepte neix de les aspiracions europees medievals, dels imperis antics i moderns en el seu afany totalitzador i s'ha vist incrementat amb la globalització i les organitzacions supranacionals, que concentren el poder en òrgans més enllà dels Estats o augmenten la cooperació entre aquests (com propugna l'internacionalisme, sorgit al segle XX). L'organització internacional més similar a un govern mundial actual és l'ONU, tot i que té una capacitat de decisió limitada i el seu funcionamenr depèn asimètricament d'uns països i no d'uns altres.

## Concepcions
La noció de govern mundial com a tal parteix d'una obra titulada De Monarchia i atribuïda a Dante Alighieri, d'arrels clàssiques i inspirant-se en els monarques carolingis. Karl Christian Friedrich Krause va propugnar un govern mundial republicà que unís cinc federacions continentals.
Hugo Grotius va fundar el dret internacional modern a la seva obra De jure belli ac pacis (1625), on afirmava que els diferents estats havien de seguir una llei comuna superior a totes les ordenances nacionals, de manera que pogués regir en cas de guerra entre ells. En la mateixa línia es va expressar posteriorment Kant, afirmant que aquestes lleis internacionals garantien també la pau. Jacques Attali és un dels activistes contemporanis que segueixen aquesta via de pensament.
La Societat de Nacions, precedent de les Nacions Unides actuals, va ser el primer intent de dur a terme aquesta idea d'un govern únic o bé una organització que pogués operar per damunt les fronteres i comptés amb un aparell jurídic. El World Federalist Movement va desenvolupar part de les seves idees des de l'àmbit civil, com per exemple el passaport mundial expedit per la World Service Authority, fundada per Garry Davis el 1953. Amb la implantació d'aquest document s'abolirien les fronteres entre persones (el lliure comerç les elimina per als béns i serveis). La Declaració Universal dels Drets Humans hauria d'actuar com a constitució pel que fa als drets comuns (basats en l'humanisme i els ideals de la Revolució Francesa), que un govern mundial elegit democràticament s'encarregaria d'aplicar.
Tota persona sota el govern mundial és ciutadà del món, i pot fer valer el seu origen o no (esdevé irrellevant en moltes teories internacionalistes), però té sempre els mateixos drets i les mateixes normes de comportament arreu.

## Desenvolupament històric
Les concepcions generals aboguen per un govern suprem que no s'identifiqui amb cap país, però històricament han existit governs nacionals amb la pretensió de dominar tot el món i imposar la seva llei, sigui amb la conquesta directa, amb l'imperialisme que domina altres països o bé amb un control tàcit essent una superpotència que marca tendències globals.
Un dels exemples més reeixits d'aquesta concepció és l'Imperi Romà, que atorgava ciutadania als habitants de les províncies que anava annexionant, on imposa la seva llengua i cultura (romanització) mentre cobrava tributs. El Sacre Imperi Romanogermànic es volia veure com l'hereu d'aquest a Europa, també combinant poder militar i cultural.
L'Església catòlica es va veure com un poder sagrat per sobre dels poders temporals i amb facultat per unir els monarques de diferents regions. Igualment el califat musulmà barrejava aquesta concepció religiosa i política al món musulmà. Ambdós van tenir el seu període de màxima esplendor a l'edat mitjana, coincindint amb un moment de feblesa estatal.
L'Imperi Britànic va ser l'organització més extensa que ha depès mai d'un sol país, amb un monarca únic i una llengua franca com l'anglès, malgrat les diferències nacionals i els governs regionals subordinats de cada indret. El Neuordnung nazi recollia aquestes aspiracions imperials i va imposar determinats símbols i líders a la porció d'Europa que va conquerir. El marxisme igualment apostava pel govern mundial sota un sol poder, en aquest cas comunista, que posés l'èmfasi en el treball dels obrers per sobre les divisions nacionalistes.
La Unió Europea va suposar la revifalla d'un govern democràtic amb poder polític real, d'influència creixent entre els estats membres, que malgrat tot continuen existint en el seu si.

## Crítiques
Una de les crítiques més comunes és que un govern mundial esdevé per definició cooaccionador o dictatorial, perquè ha de controlar que el comportament de comunitats naturalment diverses s'adeqüi a patrons comuns. Tendeix a la homogeneització cultural, a l'eliminació de la diversitat i l'evolució de les diferents regions, que a més parteixen d'una història pròpia. També suposa un universalisme moral controvertit, ja que hi ha valors que no s'accepten com a vàlids arreu, incloent la mateixa democràcia que ha de regir suposadament aquest govern mundial.Un govern mundial negaria l'alteritat.
D'altres pensen que el govern mundial és només la concentració del poder local en unes soles mans, més complicades de controlar en no exisitir oposició, i que l'ideal seria el cosmopolitisme, on es reduís el paper dels Estats en favor d'un ordre comú que no signifiqués concentrar la gestió en un sol focus. Aquest ordre comú tindria els següents punts:
- control global del medi ambient
- lliure circulació de persones i mercaderies (amb moneda única o sense)
- una Cort Internacional de Justícia
- xarxes d'intercanvi de coneixement

## A la ficció
La ficció està plena de governs mundials, siguin en negatiu, fruit de l'intent d'una persona o grup de dominar el món o bé com a federació global lliurement acceptada, fins i tot interplanetària a la ciència-ficció, com a Futurama o la saga Star Trek. Les anomenades societats secretes, com els illuminati o la francmaçoneria, han estat vist històricament sovint com a dominadors a l'ombra, igual que la Conferència Bilderberg en la societat contemporània. Determinats grups, com els jueus, han estat acusats pels seus enemics d'intentar controlar els governs-titella occidentals, en una de les múltiples variants de la teoria de la conspiració. El Nou Ordre Mundial és un dels poders únics a l'ombra amb més popularitat.
La utopia política acostuma a prescindir de tot poder, en una variant idíl·lica de l'anarquisme, o bé a proposar un govern mundial que coordini diferents comunitats autogestionades. El seu contrapunt, la distopia futurista, igualment planteja la possibilitat d'un únic poder, de caràcter totalitari, que controla la manera de comportar-se de totes les persones. Aquest poder únic pot ser de la Terra, com en el cas de 1984 de George Orwell o Blade Runner, o extraterrestre, on races d'altres planetes controlen els humans.
A les versions paròdiques és un personatge dolent amb megalomania, per exemple un ric que contracta una banda mafiosa o bé un científic boig amb un invent per sotmetre la voluntat global, qui vol dominar el món. Els superherois i altres protagonistes intenten impedir els seus plans. Els grups terroristes de la ficció d'espionatge han heretat aquest paper d'instigadors del domini mundial, sovint amb una amenaça planetària, com una gran bomba nuclear o un virus letal.